# 콘스탄스

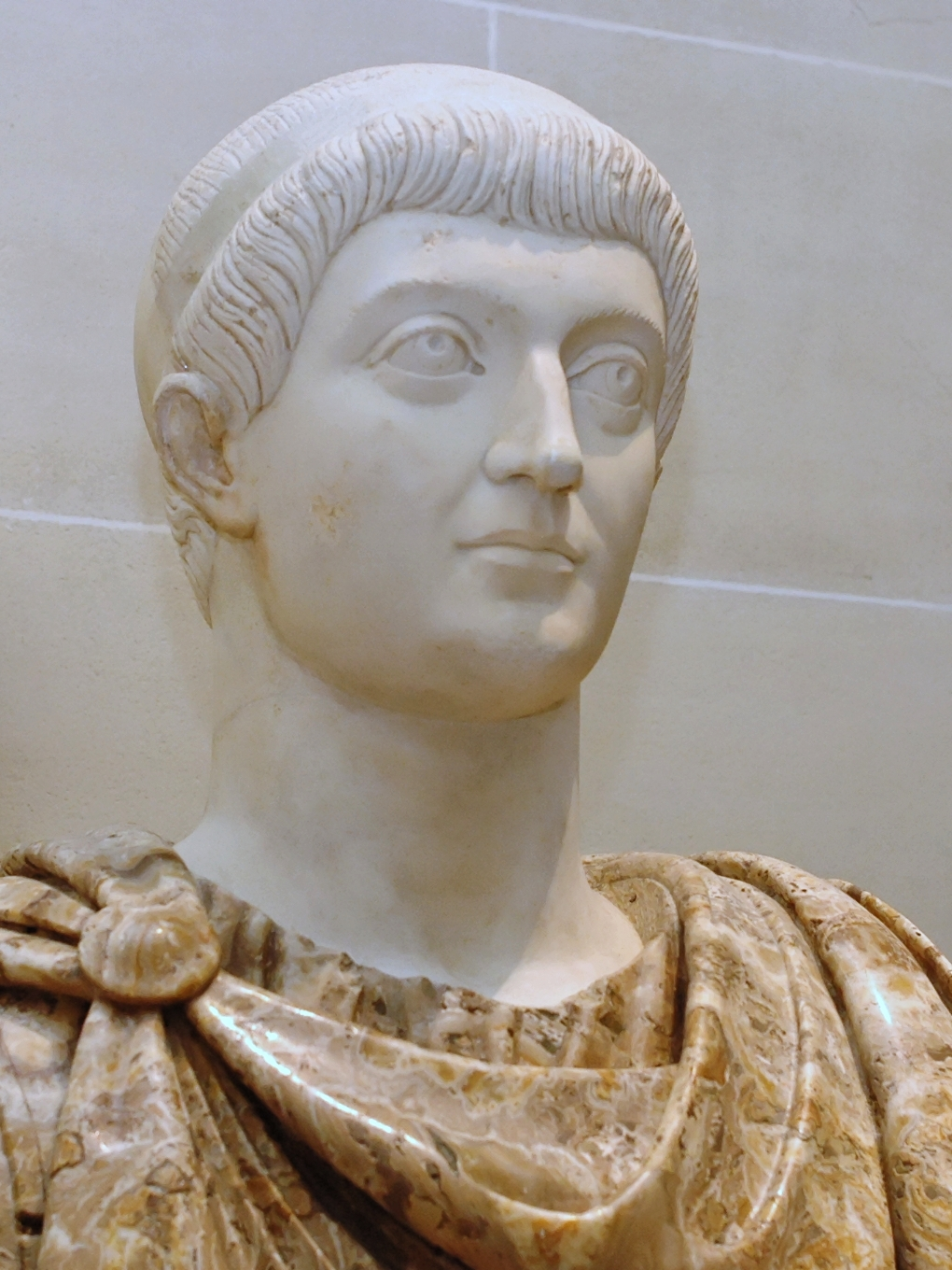
콘스탄스 흉상

플라비우스 율리우스 콘스탄스(Flavius Julius Constans, 320년 - 350년)는 337년부터 350년까지 통치한 로마 황제이다. 콘스탄티누스 1세와 그의 둘째부인 파우스타사이에 태어난 셋째 아들이자 막내아들이다. 콘스탄티누스 왕조.
337년 아버지 콘스탄티누스 1세가 죽자 형들인 콘스탄티누스 2세, 콘스탄티우스 2세와 함께 황제(augustus)가 되어 제국을 삼분할해 콘스탄스는 이탈리아·아프리카·일리리쿰을 담당했다.
340년 맏형 콘스탄티누스 2세가 영토를 요구하며 이탈리아로 침입해 들어왔으나 콘스탄스의 선봉 군대에게 패한 뒤 살해당했다. 전투가 벌어졌을 때 나이수스에 있었던 콘스탄스는 이 승리로 제국의 서쪽 지역을 모두 다스리게 되었다.
341년 프랑크족의 침입을 맞아 싸워서 갈리아를 방어하고 2년 후에는 브리타니아를 방문하기도 했다. 350년 휘하 장군인 마그넨티우스가 부하들에게 황제로 추대되어 반란을 일으켰고 콘스탄스는 피레네 산맥까지 도망갔으나 붙잡혀 무참히 살해당했다.
다른 콘스탄티누스 왕가의 사람들과 마찬가지로 그도 열렬한 기독교인이었는데, 아리우스파인 형 콘스탄티우스 2세와는 달리 니케아파로 대변되는 정통 기독교였고, 알렉산드리아의 아타나시우스를 돕기 위해 공의회를 주최하기도 했다. 341년에는 이교적인 희생제를 금하는 포고령을 발표하였다.

## 같이 보기
- 아우렐리우스 빅토르
- 존 줄리어스 노리치